# لينكوبينج
نادي لينكوبينج (بالسويدية: Linköpings FC) هو نادي كرة القدم من لينشوبينغ في السويد. تأسس النادي في عام 2003.